# Boris Nikolajewitsch Lagutin
Boris Nikolajewitsch Lagutin (russisch Борис Николаевич Лагутин; * 24. Juni 1938 in Moskau; † 4. September 2022) war ein sowjetischer Boxer. Er war Olympiasieger 1964 und 1968 im Halbmittelgewicht.

## Werdegang
Boris Lagutin wuchs in Moskau auf und betätigte sich als Jugendlicher zunächst mit Fußball, Eishockey und Volleyball. 1950 trat er einem Sportclub bei und sein erster Trainer war dort V. M. Trenin. 1957 wurde er Meister der Stadt Moskau im Weltergewicht. 1957 beendete er auch seine Berufsausbildung in einer elektro-mechanischen Fachschule in Moskau und arbeitete anschließend als Zivilangestellter bei der Roten Armee. Als solcher gehörte er der Sportvereinigung „Trud“ an.
1959 kam dann sein großer Durchbruch, als er bei der 1. Spartakiade der Sowjetunion, bei der gleichzeitig die UdSSR-Meisterschaft ausgetragen wurde, erstmals sowjetischer Meister im Halbmittelgewicht (bis 71 kg Körpergewicht) wurde. Bei der sowjetischen Meisterschaft 1960 musste er im Finale des Halbmittelgewichts gegen Iwan Sobolow eine Niederlage einstecken und wurde deshalb nur Zweiter. Er wurde trotzdem zu den Olympischen Spielen in Rom entsandt. Obwohl er auf der internationalen Bühne noch unerfahren war, zeigte er in Rom hervorragende Leistungen und besiegte im Viertelfinale Brimah al-Hassan aus Ghana durch K. o. in der ersten Runde, siegte im Viertelfinale über John Bukowski aus Australien durch technischen K. o. in der zweiten Runde und traf im Halbfinale auf den farbigen US-amerikanischen Schullehrer Wilbert McClure, der trotz eines Cassius Clay als der beste Boxer der US-amerikanischen Boxstaffel galt. Beide Boxer lieferten sich einen großen und ausgeglichenen Kampf, bei dem McClure mit 3:2 Richterstimmen glücklicher Punktsieger und nach einem weiteren Sieg über den Italiener Carmelo Bossi auch Olympiasieger wurde. Boris Lagutin erhielt eine Bronzemedaille.
1961 holte sich Boris Lagutin den zweiten sowjetischen Meistertitel im Halbmittelgewicht. Er startete dann als Favorit bei der Europameisterschaft in Belgrad und wurde dieser Favoritenstellung vollauf gerecht. Er siegte am Achtelfinale über Molivan Tomić aus Jugoslawien nach Punkten, im Viertelfinale durch K. o. in der ersten Runde über Robert Keddie aus Schottland, punktete im Halbfinale Erich Schichta aus der BRD sicher aus und schlug im Finale Hans-Dieter Neidel aus der DDR in der dritten Runde K. o. Damit wurde er zum ersten Mal Europameister.
Bei der sowjetischen Meisterschaft 1962 gelang ihm im Endkampf die Revanche für die Niederlage bei der Meisterschaft von 1960 durch Iwan Sobolew. Er punktete diesen sicher aus und gewann seinen zweiten sowjetischen Meistertitel. Internationale Meisterschaften fanden in diesem Jahre keine statt.
1963 gewann Boris Lagutin wiederum den sowjetischen Meistertitel im Halbmittelgewicht und wurde für die Europameisterschaft, die in seiner Heimatstadt Moskau stattfand, nominiert. Er war dort nicht zu schlagen und wurde zum zweiten Mal Europameister. Er besiegte der Reihe nach Andrzej Siodła aus Polen nach Punkten, Günter Koch aus der BRD durch K. o. in der ersten Runde, Virgil Badea aus Rumänien durch Abbruch in der ersten Runde und Andrew Wyper aus Schottland durch technischen K. o. in der dritten Runde. Diese Ergebnisse zeigen, wie überlegen Boris Lagutin bei dieser Meisterschaft war.
Seinen vierten sowjetischen Meistertitel gewann Boris Lagutin 1964. Dies war wichtig, denn diese Meisterschaft galt gleichzeitig als einzige Qualifikation für die Olympischen Spiele in Tokio. Dort konnte niemand Boris Lagutin auf dem Weg zum Gewinn der Goldmedaille aufhalten, obgleich er seine beiden letzten Kämpfe „nur“ mit 4:1 Richterstimmen gewann. Die Ergebnisse von Boris Lagutin waren folgende: in der Vorrunde Punktsieger über Paul Hogh aus der BRD, im Achtelfinale Disqualifikationssieger in der zweiten Runde über José Chirono aus Argentinien, im Viertelfinale Sieger über Eddie Davies aus Ghana, im Halbfinale Punktsieger über Józef Grzesiak aus Polen und im Finale Punktsieger über Joseph Gonzales aus Frankreich.
Boris Lagutin hatte schon 1963 eine Ausbildung zum Sportlehrer am staatlichen zentralen Institut in Moskau beendet und wirkte von 1964 bis 1971 als Jugendtrainer in Moskau. Ab 1965 hatte aber auch eine Stelle als Dozent an der biologischen Fakultät der Lomonossow-Universität in Moskau inne. Zum Boxen kam Boris Lagutin nach seinem Olympiasieg von 1964 auf Grund dieser Tätigkeiten kaum mehr. Ende 1967 fasste er aber den Entschluss zu einem Comeback. Der erste wichtige Test war dann sein Start bei der sowjetischen Meisterschaft 1968. Er stand wie immer im Halbmittelgewicht und zeigte, dass er von seinen boxerischen Fähigkeiten nichts verlernt hatte. Er besiegte im Halbfinale seinen Nachfolger als Europameister im Halbmittelgewicht Wiktor Agejew, der diesen Titel 1965 und 1967 gewonnen hatte und siegte im Finale über Waleri Tregubow, der ebenfalls ein sehr starker und international bewährter Boxer war.
1968 in Mexiko-Stadt startete deswegen Boris Lagutin zum dritten Mal bei Olympischen Spielen. Es war wie vor vier Jahren: Er war auch in Mexico seinen Gegnern überlegen und gewann zum zweiten Mal die Goldmedaille. Er benötigte dazu fünf Siege: in der Vorrunde wurde er technischer K.-o.-Sieger in der zweiten Runde über Moises Farajdo aus Spanien, im Achtelfinale siegte er durch technischen K. o. in der zweiten Runde über Sayed el-Nahus sus Ägypten und im Viertelfinale wurde er technischen K.-o.-Sieger in der dritten Runde über Ion Covaci aus Rumänien. Im Halbfinale leistete ihm der bundesdeutsche Meister Günther Meier härtesten Widerstand. Boris Lagutin gewann diesen Kampf deshalb nur mit 4:1 Richterstimmen. Im abschließenden Finale siegte er dann mit 5:0 Richterstimmen über Rolando Garbey aus Kuba.
Nach seinem zweiten Olympiasieg trat Boris Lagutin dann endgültig zurück. Er war eine boxerische Ausnahmeerscheinung. Die Tatsache, dass er nach einer dreijährigen Ringpause erneut Olympiasieger wurde, war sensationell. Es ist kein anderer Boxer bekannt, dem ähnliches gelungen wäre. Insgesamt bestritt er 298 Kämpfe und erzielte 287 Siege. Die Niederlage, die er bei den Olympischen Spielen 1960 in Rom durch Wilbert McClure hinnehmen musste, war dabei die einzige bei 29 internationalen Begegnungen. Es sollen noch die Namen der Trainer genannt sein, denen er seine Erfolge mitverdankte: Jewgeni und Viktor Ogurakow, K. V. Gradopolew, G. A. Kirschstein und Sergei Tscherbakow.
Nach 1968 nahm Boris Lagutin noch wichtige Stellungen ein. Unter anderem war er von 1976 bis 1981 Leiter des sowjetischen Box-Verbandes und ab 1987 Abteilungsleiter beim Gewerkschaftsbund. Im Jahre 1996 wurde er zum Berater des russischen Präsidenten in Sportfragen ernannt.

## Länderkämpfe mit Beteiligung von Boris Lagutin
- 1960 in Moskau, UdSSR gegen England, Abbruchsieger 2. Runde über E. Young,
- 1960 in Kiew, UdSSR gegen BRD, Punktsieger über Willy Niederau,
- 1962 in Moskau, UdSSR gegen Japan, Punktsieger über O. Odagiri,
- 1962 in London, England gegen UdSSR, Punktsieger über Johnny Elliott,
- 1962 in Wolverhampton, England gegen UdSSR, Punktsieger über Johnny Elliott,
- 1963 in Odessa, UdSSR gegen Bulgarien, Punktsieger über G. Manolow

## Ergebnisse der sowjetischen Meisterschaften
- 1959: 1. Boris Lagutin, 2. Wiktor Wasin, 3. Alexei Kisseljow,
- 1960: 1. Iwan Sobolow, 2. Boris Lagutin, 3. Karlos Dschanerjan u. Alexei Kisseljow,
- 1961: 1. Boris Lagutin, 2. Josef Budman, 3. Gennadi Kaminski u. Dan Pozniak,
- 1962: 1. Boris Lagutin, 2. Iwan Sobolow, 3. Boris Solowjew u. Anatoli Koromyslow,
- 1963: 1. Boris Lagutin, 2. Stasis Sturmskis, 3. Josef Budman u. Iwan Sobolow,
- 1964: 1. Boris Lagutin, 2. S. Terauds, 3. Juri Mawrjaschin und Wiktor Agejew,
- 1968: 1. Boris Lagutin, 2. Waleri Tregubow, 3. Wiktor Agejew u. Boris Opuk